# Gent-Wevelgem 2015

## Mannen Elite

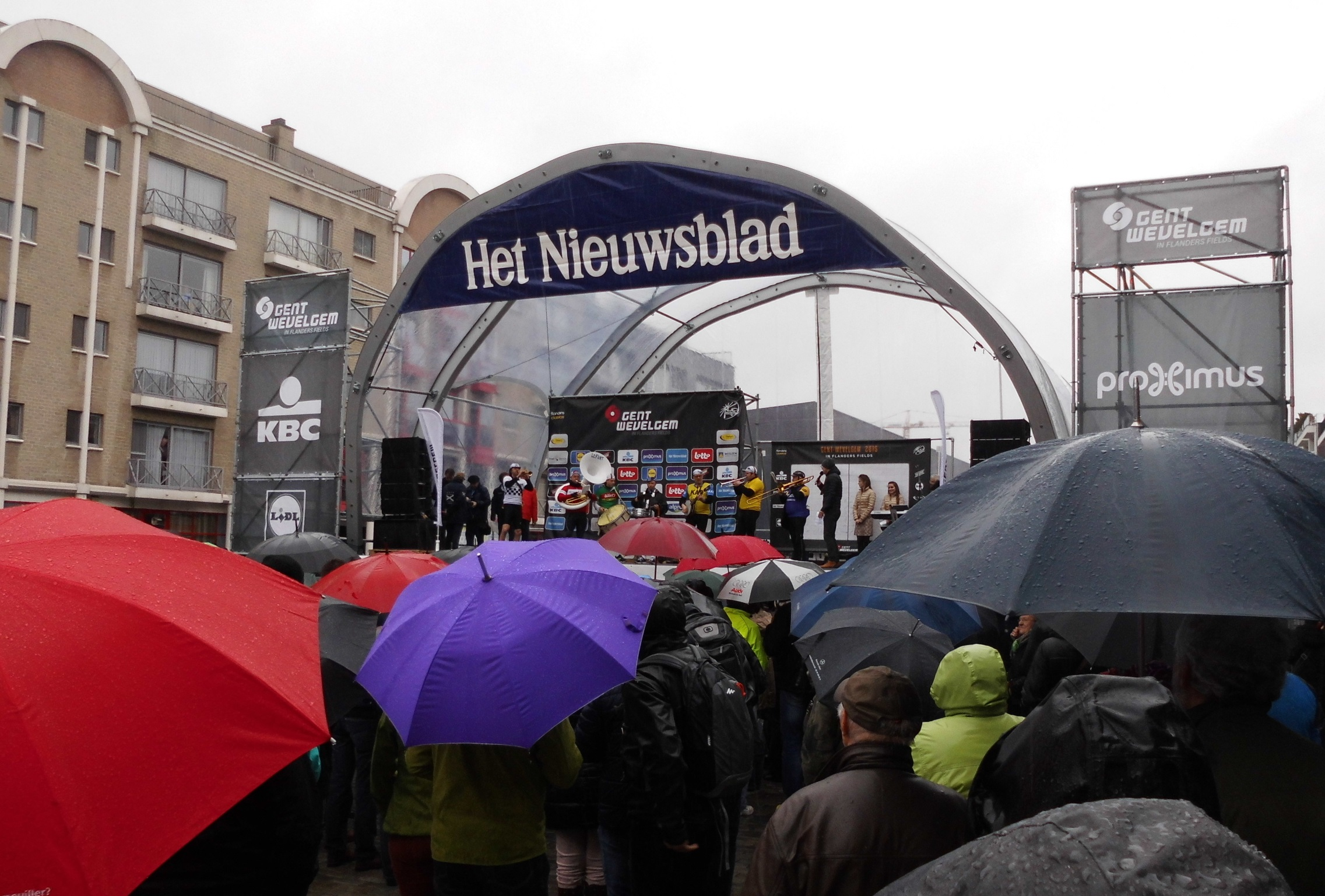
Het podium in Deinze

De 77e editie van de wielerwedstrijd Gent-Wevelgem werd gehouden op 29 maart 2015. De wedstrijd maakte deel uit van de UCI World Tour 2015. Titelverdediger was de Duitser John Degenkolb. Deze editie werd gewonnen door de Italiaan Luca Paolini.

### Deelnemende ploegen
| 17 UCI World Tour-ploegen | 17 UCI World Tour-ploegen | 17 UCI World Tour-ploegen | 8 wildcards                 |
| ------------------------- | ------------------------- | ------------------------- | --------------------------- |
| AG2R La Mondiale          | Giant-Alpecin             | Movistar                  | Topsport Vlaanderen-Baloise |
| Astana                    | IAM Cycling               | Orica-GreenEdge           | Wanty-Groupe Gobert         |
| BMC Racing Team           | Katjoesja                 | Team Sky                  | Cofidis                     |
| Cannondale-Garmin         | Lampre-Merida             | Tinkoff-Saxo              | MTN-Qhubeka                 |
| Etixx-Quick Step          | LottoNL-Jumbo             | Trek Factory Racing       | Europcar                    |
| FDJ                       | Lotto Soudal              |                           | Roompot Oranje Peloton      |
|                           |                           |                           | Southeast                   |
|                           |                           |                           | Bora-Argon 18               |

### Hellingen
| Nummer | Naam       | Kilometer |
| ------ | ---------- | --------- |
| 1      | Kasselberg | 120       |
| 2      | Kasselberg | 126       |
| 3      | Katsberg   | 143       |
| 4      | Baneberg   | 152       |
| 5      | Kemmelberg | 160       |
| 6      | Monteberg  | 164       |
| 7      | Baneberg   | 193       |
| 8      | Kemmelberg | 201       |
| 9      | Monteberg  | 205       |

### Verloop
Deze editie werd verreden onder extreme weersomstandigheden. Er werden rukwinden gemeten tot 90 km/h, renners werden van hun fiets geblazen.

### Rituitslag
| Gent-Wevelgem 2015 |                    |                             |          |
| Plaats             | Naam               | Ploeg                       | Tijd     |
| Winnaar            | Luca Paolini       | Katjoesja                   | 6u20'55" |
| 2                  | Niki Terpstra      | Etixx-Quick Step            | +11"     |
| 3                  | Geraint Thomas     | Team Sky                    | z.t.     |
| 4                  | Stijn Vandenbergh  | Etixx-Quick Step            | +18"     |
| 5                  | Jens Debusschere   | Lotto Soudal                | +26"     |
| 6                  | Sep Vanmarcke      | LottoNL-Jumbo               | +40"     |
| 7                  | Jürgen Roelandts   | Lotto Soudal                | +1' 51"  |
| 8                  | Daniel Oss         | BMC Racing Team             | +4' 15"  |
| 9                  | Alexander Kristoff | Katjoesja                   | +6' 54"  |
| 10                 | Peter Sagan        | Tinkoff-Saxo                | z.t.     |
| 11                 | Edward Theuns      | Topsport Vlaanderen-Baloise | z.t.     |
| 12                 | Aleksej Tsatevitsj | Katjoesja                   | z.t.     |
| 13                 | Juan Jose Lobato   | Movistar                    | z.t.     |
| 14                 | Zico Waeytens      | Topsport Vlaanderen-Baloise | z.t.     |
| 15                 | Arnaud Demare      | FDJ                         | z.t.     |
| 16                 | Jempy Drucker      | BMC                         | z.t.     |
| 17                 | Scott Thwaites     | Bora-Argon 18               | z.t.     |
| 18                 | Mathew Hayman      | Orica-GreenEdge             | z.t.     |
| 19                 | Florian Senechal   | Cofidis                     | z.t.     |
| 20                 | Sylvain Chavanel   | IAM Cycling                 | z.t.     |

## Vrouwen Elite
De wedstrijd was bij de vrouwen aan zijn 4de editie toe en maakte deel uit van de UCI Women's World Tour in de categorie 1.WWT. De startplaats lag in Ieper, de aankomstplaats in Wevelgem. Aan de eindmeet hield de Nederlandse Floortje Mackaij 7 seconden over op haar landgenote Janneke Ensing, die tweemaal op rij tweede werd en op de Australische Chloe Hosking.

### Deelnemende ploegen
| Merkenploegen              | Merkenploegen               |
| -------------------------- | --------------------------- |
| Bigla Pro Cycling Team     | Orica-AIS                   |
| Boels Dolmans Cycling Team | Parkhotel Valkenburg        |
| Feminine Cycling Team      | Rabobank-Liv Woman          |
| Hitec Products             | Servetto Footon             |
| Lensworld.eu - Zannata     | Team Liv-Plantur            |
| Lotto Belisol Ladies       | Topsport Vlaanderen-Pro-Duo |
| Matrix Fitness             | Wiggle Honda                |

### Uitslag
| Plaats  | Naam               | Ploeg                       | Tijd     |
| ------- | ------------------ | --------------------------- | -------- |
| Winnaar | Floortje Mackaij   | Liv-Plantur                 | 3u15'12" |
| 2       | Janneke Ensing     | Parkhotel Valkenburg        | + 0'07"  |
| 3       | Chloe Hosking      | Wiggle Honda                | z.t.     |
| 4       | Jolien D'Hoore     | Wiggle Honda                | + 0'24"  |
| 5       | Amy Pieters        | Team Liv-Plantur            | z.t.     |
| 6       | Roxane Knetemann   | Team Liv-Plantur            | z.t.     |
| 7       | Natalie van Gogh   | Parkhotel Valkenburg        | z.t.     |
| 8       | Iris Slappendel    | Bigla Pro Cycling Team      | z.t.     |
| 9       | Susanna Zorzi      | Lotto Soudal Ladies         | z.t.     |
| 10      | Moniek Tenniglo    | Rabobank-Liv Woman          | + 1'31"  |
| 11      | Kirsten Wild       | AA Drink-leontien.nl        | z.t.     |
| 12      | Sara Mustonen      | UnitedHealthcare Women      | z.t.     |
| 13      | Sabrina Stultiens  | Hitec Products              | + 1'35"  |
| 14      | Ann-Sophie Duyck   | Topsport Vlaanderen-Pro-Duo | + 1'40"  |
| 15      | Molly Weaver       | Matrix Fitness              | z.t.     |
| 16      | Lotta Lepistö      | Cervélo-Bigla               | z.t.     |
| 17      | Alexandra Nessmar  | BMS-Birn                    | z.t.     |
| 18      | Céline Van Severen | Lensworld.eu - Zannata      | +1'43"   |
| 19      | Rozanne Slik       | Parkhotel Valkenburg-Destil | +2'05"   |
| 20      | Christina Siggaard | Matrix Fitness              | +6'14"   |

1934 · 1935 · 1936 · 1937 · 1938 · 1939 · 1940 · 1941 · 1942 · 1943 · 1944 · 1945 · 1946 · 1947 · 1948 · 1949 · 1950 · 1951 · 1952 · 1953 · 1954 · 1955 · 1956 · 1957 · 1958 · 1959 · 1960 · 1961 · 1962 · 1963 · 1964 · 1965 · 1966 · 1967 · 1968 · 1969 · 1970 · 1971 · 1972 · 1973 · 1974 · 1975 · 1976 · 1977 · 1978 · 1979 · 1980 · 1981 · 1982 · 1983 · 1984 · 1985 · 1986 · 1987 · 1988 · 1989 · 1990 · 1991 · 1992 · 1993 · 1994 · 1995 · 1996 · 1997 · 1998 · 1999 · 2000 · 2001 · 2002 · 2003 · 2004 · 2005 · 2006 · 2007 · 2008 · 2009 · 2010 · 2011 · 2012 · 2013 · 2014 · 2015 · 2016 · 2017 · 2018 · 2019 · 2020 · 2021 · 2022 · 2023 · 2024
Lijst van beklimmingen
 Tour Down Under · 
 Parijs-Nice · 
 Tirreno-Adriatico · 
 Milaan-San Remo ·
 E3 Harelbeke ·
 Ronde van Catalonië ·
 Gent-Wevelgem ·
 Ronde van Vlaanderen ·
 Ronde van Baskenland ·
 Parijs-Roubaix ·
 Amstel Gold Race ·
 Waalse Pijl ·
 Luik-Bastenaken-Luik ·
 Ronde van Romandië ·
 Ronde van Italië ·
 Critérium du Dauphiné ·
 Ronde van Zwitserland ·
 Ronde van Frankrijk ·
 Clásica San Sebastián ·
 Ronde van Polen ·
/ Eneco Tour ·
 Vattenfall Cyclassics ·
 GP Ouest-France Plouay ·
 Grote Prijs van Quebec ·
 Ronde van Spanje ·
 Grote Prijs van Montreal ·
 UCI Ploegentijdrit ·
 Ronde van Lombardije